# Провулок Собінова (Київ)
Прову́лок Со́бінова — зниклий провулок, що існував у Подільському районі міста Києва, місцевість Вітряні гори. Провулок пролягав від Межової вулиці до вулиці Світлицького.

## Історія
Провулок виник у середині XX століття під назвою 223-я Нова вулиця. Назву Собінова (на честь російського оперного співака Л. В. Собінова) провулок отримав 1955 року. 
Офіційно перейменований 1971 року у зв'язку із переплануванням, увійшов до складу теперішнього проспекту Свободи між вулицями Межовою та Світлицького.